# Scylla Scopulus
Lo Scylla Scopulus è una struttura geologica della superficie di Marte.